# Фицхью, Генри, 1-й барон Фицхью
Генри Фицхью (англ. Henry FitzHugh; до 1297—1336, Равенсворт, Йоркшир, Королевство Англия) — английский аристократ, 1-й барон Фицхью с 1321 года. Принадлежал к старинной семье, владевшей землями в Йоркшире с XI века, был сыном сэра Хью Фицгенри и родился до 1297 года. В 1321 году его вызвали в парламент как лорда; это событие считается началом истории баронии Фицхью. Барон умер в 1336 году. 
Фицхью был женат на Еве де Балмер, дочери сэра Джона де Балмера. В этом браке родились дочь Амабель, жена Генри Вавасура, и сын Генри, отец второго барона Фицхью.